# دبلیوزد تیر
دبلیوزد تیر یک ستاره است که در صورت فلکی پیکان قرار دارد.